# جان میچل (نویسنده)
جان میچل (انگلیسی: John Michell؛ ۹ فوریه ۱۹۳۳ – ۲۴ آوریل ۲۰۰۹) نویسنده و رمان‌نویس اهل بریتانیا و از پیشگامان باطن‌گرایی غربی بود.